# Hokes Bluff
Hokes Bluff ist eine Stadt im Etowah County im nordöstlichen Alabama. Sie liegt östlich des County-Verwaltungssitzes Gadsden und ist Teil der Gadsden Metropolitan Statistical Area. Die Stadt liegt an einer Aussichtshöhe am Südufer des Coosa River und hat laut US-Zensus aus dem Jahr 2020 4.446 Einwohner.

## Geografie

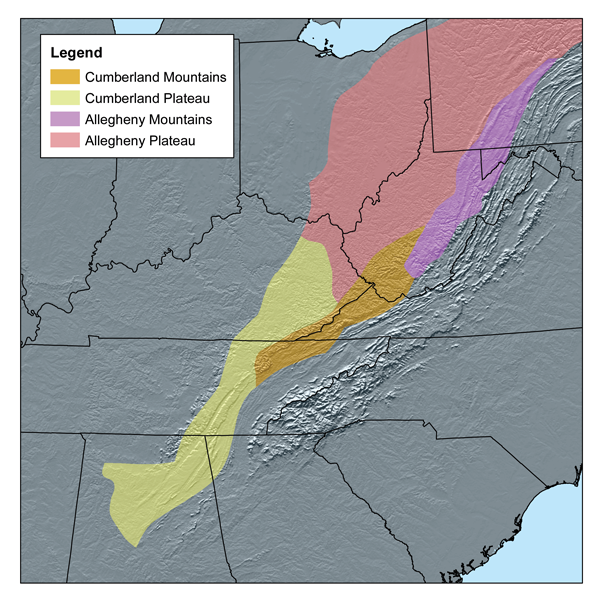
Lage des Cumberland-Plateau (beige-farben)

Als Incorporated City ist Hokes Bluff Bestandteil der Städte-Ansammlung, welche zusammen die Gadsden Metropolitan Statistical Area ausmacht – den dichter besiedelten Teil des Etowah County im südlichen Zentrum des County-Territoriums. Während Gadsden und Attalla den nördlichen Teil der längs des Coosa River verlaufenden Verdichtungszone bilden, liegen die Städte Southside, Glencoe sowie der östliche Endpunkt Hokes Bluff auf dem Südufer des Flusses. Geografisch ist die Region geprägt vom Übergang des Cumberland-Plateaus im Norden zu dem etwas ebeneren Piedmont-Plateau südlich davon. Wichtigste überregionale Verkehrsanbindung ist der Highway US-278, der in Ost-West-Richtung längs durch das Stadtgebiet führt. Der nächstgelegene Flughafen ist der etwa 26 Kilometer entfernte Regionalflughafen Northeast Alabama südwestlich von Gadsden.

## Geschichte
Der erste Europäer, welcher die Region erkundete, war Hernando de Soto. Seine Expedition von Florida zum Mississippidelta ab 1538 verlief durch das obere Tal des Coosa River. Im 18. und 19. Jahrhundert war das Terrain der späteren Ansiedlung Hokes Bluff – ebenso wie der gesamte östliche Teil des heutigen Etowah County – Stammesgebiet der Cherokee. Ursprünglich in Georgia, South- und North Carolina ansässig, waren Teile des Stammes in den nordöstlichen Teil des heutigen Alabama ausgewichen. Die Grenze zwischen den Stammesgebieten der Cherokee und den südlich von ihnen lebenden Creek verlief ungefähr entlang des heutigen Highway 278. Zur Besiedlung freigegeben wurde das Gebiet Ende der 1830er – nach der Zwangsumsiedlung der dort lebenden Cherokee in ein Reservat im Indianerterritorium. Benannt wurde die Siedlung nach Daniel Hoke – einem frühen Siedler, der mit seiner Familie ursprünglich im Lincoln County in North Carolina beheimatet war und sich 1836 in der (damals noch dem Cherokee County angehörenden) Region angesiedelt hatte.
Während des US-Bürgerkriegs versuchten sich die Einwohner des kleinen Fleckens so weit als möglich von den Auseinandersetzungen fernzuhalten. Im Verlauf des Kriegs wurde Hokes Bluff mehrmals von Beteiligten beider Seiten geplündert – unter anderem auch von irregulären Verbänden, die im nordwestlichen Alabama ihren Stützpunkt hatten. Lokale Geschichte machte der Ortsbewohner John Henry Wisdom, der am 2. und 3. Mai 1863 einen Ritt nach Rome in Georgia unternahm, um die dort stationierten Konföderierten vor Vorstößen von Unions-Einheiten unter Colonel Abel Streight zu warnen. Auch in den Folgejahrzehnten blieb das Gebiet abgelegenes Farmland; noch zum Jahrhundertbeginn bestanden die Verbindungen eher aus provisorisch angelegten Behelfswegen als aus ausgebauten Straßen.
Ungeachtet der kargen Bedingungen hatte sich der Ort bis zur Wende zum 20. Jahrhundert deutlich vergrößert. Die bereits existenten Schulen wurden 1937 zur Hokes Bluff High School zusammengeschlossen. Seit 1880 war der Ort an das Postnetz angeschlossen; allerdings erfolgte die Postzustellung bis ins 20. Jahrhundert hinein noch mit dem Dampfschiff. Das 1877 gegründete U.S. Post Office wurde 1932 fertiggestellt. 1946 erlangte Hokes Bluff City-Status; die damalige Einwohnerzahl betrug knapp 1200 Personen. Die Installation des städtischen Wasserversorgungssystems erfolgte 1949, die Versorgung mit Stadtgas ab 1953. Das Rathaus wurde 1971 gebaut, ein Gebäudekomplex zur Unterbringung der Stadtpolizei und Freiwilligen Feuerwehr 1986.

## Demografie
Laut der 2016 erfolgten Erhebung zur Bevölkerungszusammensetzung hatte Hokes Bluff 4.299 Einwohner. 2.041 davon waren männlich, 2.258 weiblich. Älter als 18 waren 3.551 Einwohner, Kinder oder Jugendliche 748; 786 Einwohner der Stadt gaben an, älter als 65 Jahre zu sein. Der Altersmedian betrug 40,0 Jahre. 4.223 der Befragten bezeichneten sich als Weiße (98,2 %), 51 (1,2 %) beantworteten diese Frage mit der Unbestimmt-Angabe „Some other race“. Unabhängig von der Frage zur Zensus-Deklaration Race gaben 74 Einwohner (1,7 %) die Zusatzbezeichnung Hispanic an, 25 Einwohner (0,6 %) bezeichneten sich als Angehörige von zwei oder mehr Rassen.

## Wirtschaft, Bildung und Kultur
Die Beschäftigungsschwerpunkte innerhalb der Stadt gestalteten sich nach Angaben des Webportals Encyclopedia of Alabama aus dem Jahr 2011 wie folgt:
- Soziale Dienste, Bildung und Gesundheit (37,9 Prozent)
- Produktion – 11,8 Prozent
- Einzelhandel – 11,3 Prozent
- Verwaltung und Management – 9,4 Prozent
- Öffentliche Verwaltung – 7,1 Prozent
- Transport, Verkehr und Lagerhaltungs-Logistik – 5,6 Prozent
- Baugewerbe – 4,7 Prozent
- Finanzdienstleistungen, Versicherungen und Immobilienverwaltung – 4,0 Prozent
- Sonstige Dienstleistungen – 3,8 Prozent
- Großhandel – 3,1 Prozent
- Gastronomie und Tourismus – 1,2 Prozent

Die Schulen in Hokes Bluff sind Teil des Etowah County School System. Aktuell sind in der Stadt präsent: eine Elementary School, eine Middle School und eine High School. Laut Encyclopedia of Alabama wurden diese 2011 von 1.325 Schülern frequentiert; die Anzahl der angestellten Lehrkräfte belief sich auf 84. Höhere Bildungseinrichtungen sind das 13 Kilometer entfernte Gadsden State Community College und die 24 Kilometer entfernte Jacksonville State University.